# Bérénice (piosenkarka)
Bérénice, właściwie Bérénice Gadan (ur. 5 lipca 1984 w Montmorency) – francuska piosenkarka pop. Wiosną 2003 roku we Francji ukazał się jej pierwszy album, zatytułowany Imperfect Girl. W Polsce płyta pojawiła się w sierpniu. Na krążku znalazło się 12 utworów, w tym kompozycja „Inside”, dedykowana pamięci matki.

## Dyskografia
Opracowano na podstawie materiału źródłowego.
Albumy studyjne
| Rok  | Dane dot. albumu                          |
| ---- | ----------------------------------------- |
| 2003 | Imperfect Girl - Data: 2003 - Wydawca: AZ |
| 2007 | Bérénice - Data: 2007 - Wydawca: AZ       |

Single
| Rok  | Tytuł                        | Album          |
| ---- | ---------------------------- | -------------- |
| 2003 | „I’d Rather Sleep Alone”     | Imperfect Girl |
| 2003 | „I’m Proud”                  | Imperfect Girl |
| 2003 | „Strolling in the Hurricane” | Imperfect Girl |
| 2006 | „VIP.”                       | Bérénice       |
| 2007 | „Même tournise”              | Bérénice       |
| 2021 | „Jump 25”                    | –              |